# Трофеј
Трофеј је југословенски филм из 1979. године у режији Кароља Вичека, који је писао и сценарио са Ференцом Деаком. Филм је добио награду Златна арена.

## Радња
Када су социјалне разлике у нашем друштву достигле тачку која се више није могла толерисати, основане су комисије за испитивање порекла имовине. За председника једне такве комисије именован је стари борац, иначе чувар у ловишту за високу дивљач, у чему има и извесне симболике. Кроз рад ове комисије, приказани су и неки аутентични случајеви који су били предмет интересовања шире јавности. Посао комисије је сложен, одговоран, врло често деликатан, проткан драматиком и трагиком. Да ли ће чувар ловишта „уловити“ трофеј?

## Улоге
| Глумац                | Улога                        |
| --------------------- | ---------------------------- |
| Столе Аранђеловић     | Ловочувар Јован „Јоца“ Лукач |
| Слободан Димитријевић | Вуксан Томашевић             |
| Ева Рас               | Маргита                      |
| Велимир Животић       | Правник                      |
| Маринко Шебез         | Чикаш                        |
| Миливоје Томић        | Тодор Бањац                  |
| Раде Марковић         | Директор                     |
| Воја Мирић            | Ловац „Трофејаш“             |
| Илија Башић           | Радник у предузећу 1         |
| Владан Живковић       | Радник у предузећу 2         |
| Јосиф Татић           |                              |
| Милош Жутић           |                              |
| Милена Дапчевић       |                              |
| Стеван Шалајић        |                              |
| Тома Јовановић        |                              |
| Ђорђе Јелисић         | Милан Дедић                  |
| Јагода Калопер        |                              |
| Бата Камени           |                              |
| Миомир Радевић Пиги   |                              |
| Анђелка Давидовац     |                              |
| Ђерђ Фејеш            |                              |
| Петар Јањатов         |                              |
| Тања Јосић            |                              |
| Ласло Патаки          |                              |
| Љубомир Милосављевић  |                              |
| Ратомир Пешић         |                              |
| Иби Ромхањи           |                              |
| Золтан Сагмајстер     |                              |
| Јанош Вребал          |                              |
| Богдана Вакањац       |                              |
| Михајло Жутић         |                              |
| Жужа Дароци           |                              |
| Ђерђ Комароми         |                              |